# 1967-1968シーズンのNBA
1967-1968シーズンのNBAは、NBAの22回目のシーズンである。

## シーズン前

### ドラフト
ドラフトではジミー・ウォーカーが、デトロイト・ピストンズから全体1位指名を受けた。またアール・モンロー、ウォルト・フレイジャーらといった後にニューヨーク・ニックスの主力メンバーとなる選手のほか、後に名将として名を馳せるパット・ライリー、フィル・ジャクソンもこの年にNBA入りした。

### その他
- 新たにシアトル・スーパーソニックス、サンディエゴ・ロケッツ（後のヒューストン・ロケッツ）が加盟し、チーム数は12となった。両チームはウエスタン・デビジョンに編入され、かわりにデトロイト・ピストンズがイースタン・デビジョンに移動した。
- レギュラーシーズンの試合数が81試合から82試合に増加した

## ABAの脅威
前季1966-67シーズン中の2月1日、プロバスケットボールリーグABA（American Basketball Association）が創設され、この年の10月18日から最初のシーズンがスタートした。
発足から20年以上が経過したNBAは1960年代に入ると毎年のように観客動員数記録を更新し、順調な成長を見せていた。資産家たちはプロバスケットボールという分野が魅力的な市場であると理解し始め、一時は8チームまで落ち込んだNBAのチームは1970年代に入るまでには14チームにまで増加した。しかしNBAに新たなチームを立ち上げるには、リーグに支払わなければならない莫大な加盟料という高い壁があった。ならば、と青年実業家たちが集まって立ち上げられたプロバスケットボールリーグがABAだった。ABAはニューヨークやロサンゼルスといったすでにNBAのチームが存在する大都市のほか、カレッジバスケが盛んなインディアナ州やケンタッキー州にもチームを配置し、11チームでスタートした。
誕生したばかりのABAはすでに20年の歴史を持つNBAに対抗するため、斬新な試みを次々と打ち出し、そのうちスリーポイントシュートやオールスターのダンクコンテストなどは後にNBAにも導入された。初代コミッショナーには元NBAのスーパースター、ジョージ・マイカンが就任した。
このABAはNBAにとって極めて厄介な存在だった。リーグが2つに増えても選手の総数がすぐに2倍になるはずもないため、当然のように両リーグの間では壮絶な選手の引き抜き合戦が繰り広げられた（前季NBAの得点王であるリック・バリーもこの年にABAのオークランド・オークスに移籍している）。これは選手のサラリーの高騰に繋がり、財政難に陥るチームが続出する。さらにABAに対抗するため強引な拡大策を採ったことが、NBA全体の水準の低下を招くこととなった。

## シーズン

### オールスター
- 開催日：2月23日
- 開催地：ニューヨーク・ニックス
- オールスターゲーム　イースト 144－124 ウエスト
- MVP：ハル・グリア　（フィラデルフィア・76ers）

### イースタン・デビジョン
| チーム                   | 勝 | 負 | 勝率 | ゲーム差 |
| ------------------------ | -- | -- | ---- | -------- |
| フィラデルフィア・76ers  | 62 | 20 | .756 | -        |
| ボストン・セルティックス | 54 | 28 | .659 | 8        |
| ニューヨーク・ニックス   | 43 | 39 | .524 | 19       |
| デトロイト・ピストンズ   | 40 | 42 | .488 | 22       |
| シンシナティ・ロイヤルズ | 39 | 43 | .476 | 23       |
| ボルチモア・ブレッツ     | 36 | 46 | .439 | 26       |

### ウエスタン・デビジョン
| チーム                         | 勝 | 負 | 勝率 | ゲーム差 |
| ------------------------------ | -- | -- | ---- | -------- |
| セントルイス・ホークス         | 56 | 26 | .683 | -        |
| ロサンゼルス・レイカーズ       | 52 | 30 | .634 | 4        |
| サンフランシスコ・ウォリアーズ | 43 | 39 | .524 | 13       |
| シカゴ・ブルズ                 | 29 | 53 | .354 | 27       |
| シアトル・スーパーソニックス   | 23 | 59 | .280 | 33       |
| サンディエゴ・ロケッツ         | 15 | 67 | .183 | 41       |

### スタッツリーダー
| 部門       | 選手                   | チーム                   | 記録  |
| ---------- | ---------------------- | ------------------------ | ----- |
| 得点       | デイブ・ビン           | デトロイト・ピストンズ   | 2,142 |
| リバウンド | ウィルト・チェンバレン | フィラデルフィア・76ers  | 1,952 |
| アシスト   | ウィルト・チェンバレン | フィラデルフィア・76ers  | 702   |
| FG%        | ウィルト・チェンバレン | フィラデルフィア・76ers  | 59.5  |
| FT%        | オスカー・ロバートソン | シンシナティ・ロイヤルズ | 87.3  |

※1969-70シーズン以前はアベレージよりも通算でスタッツリーダーが決められていた。

### 各賞
- 最優秀選手: ウィルト・チェンバレン, フィラデルフィア・76ers
- ルーキー・オブ・ザ・イヤー: アール・モンロー, ボルチモア・ブレッツ
- 最優秀コーチ賞: リッチー・ゲーリン, セントルイス・ホークス
- All-NBA First Team:
  - デイブ・ビン, デトロイト・ピストンズ
  - ウィルト・チェンバレン, フィラデルフィア・76ers
  - オスカー・ロバートソン, シンシナティ・ロイヤルズ
  - ジェリー・ルーカス, シンシナティ・ロイヤルズ
  - エルジン・ベイラー, ロサンゼルス・レイカーズ
- All-NBA Rookie Team:
  - アル・タッカー, シアトル・スーパーソニックス
  - ウォルト・フレイジャー, ニューヨーク・ニックス
  - フィル・ジャクソン, ニューヨーク・ニックス
  - ボブ・ルール, シアトル・スーパーソニックス
  - アール・モンロー, ボルチモア・ブレッツ

### シーズン概要
- 前季ついに念願の打倒ボストン・セルティックスを果たして優勝したフィラデルフィア・76ersとウィルト・チェンバレンはこのシーズンも好調を維持し、リーグトップの勝率を収めた。76ersはチェンバレン、ハル・グリア、ビリー・カニンガム、チェット・ウォーカーら11人が二桁得点アベレージを記録し、平均122.6得点はリーグトップだった。チェンバレンはリバウンドは3年連続、FG成功率は4年連続でリーグトップとなり、さらに通算アシスト数もオスカー・ロバートソンら名ポイントガードらを抑えてリーグトップとなり、センターとしてはNBA史上唯一のアシスト王に輝き、リバウンド王とアシスト王を同時に達成した初めての選手にもなった。さらに1試合で22得点25リバウンド21アシストを記録し、NBA史上唯一となる、3つの項目で20以上を記録するというダブル・トリプル・ダブルを達成した。チェンバレン自身は、この試合ではブロックショットも12本を記録しており、クアドルプル・ダブルだったと主張しているが、当時はブロックの数を計測していなかったので証明はできない。得点アベレージこそ24.3得点とキャリアハイだった50.4得点の半分以下だったが、オールラウンドプレイヤーとしてはこのシーズンこそがチェンバレンの絶頂期と言える。
- 1965年にボブ・ペティットが引退して以来低迷期に入っていたセントルイス・ホークスは、ゼルモ・ビーティ、レニー・ウィルケンズらが新たな主役となった。前季途中から指揮を採るリッチー・ゲーリンのもと平均110.3失点とリーグトップのディフェンス力を構築し、6年ぶりに地区優勝を果たした。
- デトロイト・ピストンズ所属のデイブ・ビンが得点王を獲得し、オールNBA1stチームにも選ばれた。前季の新人王にも選ばれているデイブ・ビンは、長い低迷期に入っているピストンズにとっては待望のスター選手だった。

## プレーオフ・ファイナル
|  | デビジョン準決勝 | デビジョン準決勝 | デビジョン準決勝 |                |   | デビジョン決勝 | デビジョン決勝 | デビジョン決勝 |  |  | ファイナル | ファイナル | ファイナル |
|  |                  |                  |                  |                |   |                |                |                |  |  |            |            |            |
|  | 1                | ホークス         | 2                |                |   |                |                |                |  |  |            |            |            |
|  | 3                | ウォリアーズ     | 4                |                |   |                |                |                |  |  |            |            |            |
|  | 3                | ウォリアーズ     | 4                |                | 3 | ウォリアーズ   | 0              |                |  |  |            |            |            |
|  | Western Division |                  |                  |                | 3 | ウォリアーズ   | 0              |                |  |  |            |            |            |
|  |                  |                  | 2                | レイカーズ     | 4 |                |                |                |  |  |            |            |            |
|  | 4                | ブルズ           | 2                | レイカーズ     | 4 | 1              |                |                |  |  |            |            |            |
|  | 4                | ブルズ           |                  |                |   | 1              |                |                |  |  |            |            |            |
|  | 2                | レイカーズ       | 4                |                |   |                |                |                |  |  |            |            |            |
|  |                  |                  |                  |                |   |                |                |                |  |  | W2         | レイカーズ | 2          |
|  |                  |                  | E2               | セルティックス | 4 |                |                |                |  |  |            |            |            |
|  | 1                | 76ers            | 4                |                |   |                |                |                |  |  |            |            |            |
|  | 3                | ニックス         | 2                |                |   |                |                |                |  |  |            |            |            |
|  | 3                | ニックス         | 2                |                | 1 | 76ers          | 3              |                |  |  |            |            |            |
|  | Eastern Division |                  |                  |                | 1 | 76ers          | 3              |                |  |  |            |            |            |
|  |                  |                  | 2                | セルティックス | 4 |                |                |                |  |  |            |            |            |
|  | 4                | ピストンズ       | 2                | セルティックス | 4 | 2              |                |                |  |  |            |            |            |
|  | 4                | ピストンズ       |                  |                |   | 2              |                |                |  |  |            |            |            |
|  | 2                | セルティックス   | 4                |                |   |                |                |                |  |  |            |            |            |

### 王朝復権
前季ついに連覇記録が途絶え、長期王朝時代に幕を閉じたかのように見えたボストン・セルティックスが、僅か1シーズンで王座に復権した。セルティックス王朝の時代はまだ終わっていなかったのである。
リーグは3年連続でリーグ首位の勝率を収め、ウィルト・チェンバレンが2年連続でMVPを獲得し、前季にはセルティックスを破って優勝を果たしたフィラデルフィア・76ersの支配が始まるはずだった。しかしプレーオフでは幾つかの不幸が76ersを襲った。デビジョン準決勝でビリー・カニンガムが手首を骨折し以降の試合を全休してしまい、チェンバレンやルーシャス・ジャクソンも故障を抱えながらのプレイを強いられた。それでもデビジョン決勝、セルティックスとのシリーズでは3勝1敗で先に王手をかけ、圧倒的優位に立った。ところがここからセルティックスが怒涛の反撃を見せて3連勝を飾り、まさかの大逆転負けを喫してしまったのである。セルティックスはプレーオフで1勝3敗の状態から逆転勝利を飾った最初のチームとなった。
ウエスタン・デビジョンではデビジョン勝率1位のセントルイス・ホークスがデビジョン準決勝で敗退してしまい、ファイナルにはセルティックスの永遠のライバルであるロサンゼルス・レイカーズが勝ちあがってきた。両デビジョンとも第1シード以外のチームがファイナルに勝ち上がってきたのは1954年以来のことである。ファイナルは4勝2敗でセルティックスが制し、セルティックスは10回目の優勝を果たした。
セルティックスは八連覇時代はシックスマンだったジョン・ハブリチェックが中心選手となり、サム・ジョーンズと強力なウィングコンビを結成した。インサイドには新戦力のベイリー・ハウエルとコーチ兼任のビル・ラッセルが陣取り、ドン・ネルソンらが脇を固める八連覇時代と同様の隙の無いチームになっていた。ビル・ラッセルはこの優勝で、黒人ヘッドコートとしてチームを優勝に導いたアメリカ四大メジャースポーツ史上初の人物となった。公民権運動を指導したマーティン・ルーサー・キングが暗殺された日から、約1ヵ月後の出来事である。